# Teleophrys ruber
Teleophrys ruber is een krabbensoort uit de familie van de Mithracidae. De wetenschappelijke naam van de soort is voor het eerst geldig gepubliceerd in 1871 door Stimpson als Mithraculus ruber.